# Asthena candidata
Asthena candidata är en fjärilsart som beskrevs av Ignaz Schiffermüller 1775. Asthena candidata ingår i släktet Asthena och familjen mätare. Inga underarter finns listade i Catalogue of Life.